# My People, My Country
My People, My Country (en chino, 我和我的祖国; pinyin, Wǒ hé wǒ de zǔguó, en Español: “Mi Gente, Mi País”) es una película dramática antológica china conformada por siete segmentos que fue estrenada el 30 de septiembre de 2019.

## Historias
Es una película de antología conformada por 7 historias cortas, que se basan en 7 momentos desde la fundación de la República Popular de China.

### The Eve
El primer segmento, trata sobre Lin Zhi-yuan, un ingeniero que compite contra el tiempo para perfeccionar un mecanismo automático para izar banderas antes de la ceremonia de fundación de la República Popular de China el 1 de octubre de 1949.

### Passing by
El segundo segmento, cuenta la historia de Gao Yuan, un científico que trabaja en la primera bomba atómica de China y que tiene que despedirse para siempre de la mujer que ama durante la década de 1960.

### The Champion
El tercer segmento, sigue a Dong Dong, un joven de Shanghái que ayuda a sus vecinos a ver la televisión durante la participación del equipo nacional de voleibol femenino de China en la final del torneo de voleibol en los Juegos Olímpicos de 1984 donde obtienen el oro.

### Going Home
El cuarto segmento, cuenta la historia de cómo la delegación ejecutiva china y los oficiales de policía, se preparan para el regreso de Hong Kong a China del dominio británico en 1997.

### Hello Beijing
El quinto segmento, sigue a un taxista que decide darle un boleto para asistir a la ceremonia de apertura de los Juegos Olímpicos de Pekín en 2008 que había comprado para su hijo distante, a un niño que estuvo en el terremoto de Sichuan.

### The Guiding Star
El sexto segmento trata sobre un par de hermanos rebeldes que son testigos el 8 de noviembre del 2016 del aterrizaje de la cápsula de la nave espacial tripulada "Shenzhou 11", un momento de orgullo nacional que los conmueve.

### One for All
El séptimo y último segmento, sigue a Lü Xiaoran, una de las mejores pilotos femeninas de aviones de combate, que ayuda a sus compañeros pilotos a lograr un excelente desempeño aéreo durante el Desfile Militar del 70 Aniversario de la victoria en la segunda guerra sino-japonesa en 2015 y el 90 aniversario de la fundación del ejército en 2017.

## Personajes

### The Eve
| Actor         | Personaje        | Notas                         |
| ------------- | ---------------- | ----------------------------- |
| Huang Bo      | Lin Zhi-yuan     |                               |
| Oho Ou        | Liang Chang-shou |                               |
| Wang Qianyuan | Lao Du           |                               |
| Liang Jing    |                  | Es la esposa de Lin Zhi-yuan. |
| Jiang Wu      | Zhang Zhi-xiang  |                               |
| Hu Jun        | Luo Ruo-qing     |                               |
| Tong Dawei    | Luo Lang         |                               |
| Wei Chen      | Capitán Chen     | Es un capitán de la armada.   |
| Xin Baiqing   | Zhao Peng-fei    |                               |
| Geng Le       | Lao Fang         |                               |
| Wang Tianchen |                  | Es un trompetista.            |

### Passing by
| Actor         | Personaje    | Notas                  |
| ------------- | ------------ | ---------------------- |
| Zhang Yi      | Gao Yuan     |                        |
| Ren Suxi      | Fang Min     |                        |
| Zhang Jiayi   | Chen Xueyuan |                        |
| Zhou Dongyu   |              | Es una enfermera.      |
| Peng Yu-chang |              | Es el joven que grita. |
| Luo Haiqiong  | Mr. Liu      | Es un profesor.        |
| Guo Cheng     |              | Es un interrogador.    |
| Zhou Yiran    |              | Es una enfermera.      |

### The Champion
| Actor              | Personaje                                            | Notas                              |
| ------------------ | ---------------------------------------------------- | ---------------------------------- |
| Wu Jing Han Haolin | Chen Dong-dong (de adulto) Chen Dong-dong (de joven) |                                    |
| Ma Yili Fan Yujie  | Zhao Qi-mei (de adulta) Zhao Qi-mei (de joven)       |                                    |
| Liu Tao            |                                                      | Es la madre de Zhao Qi-mei.        |
| Xu Zheng           |                                                      | Es un presentador de televisión.   |
| Wang Zhifei        |                                                      |                                    |
| Shao Wen           |                                                      | Es el padre de Chen Dong-dong.     |
| Zhang Jianya       | Abuelo Zhang                                         |                                    |
| Zhang Zhihua       | Mrs. Zhang                                           | Esposa del abuelo Zhang.           |
| Duan Bowen         |                                                      | Es el entrenador de tenis de mesa. |

### Going Home
| Actor                  | Personaje       | Notas |
| ---------------------- | --------------- | ----- |
| Du Jiang               | Zhu Tao         |       |
| Zhu Yilong             | Xue Xiao-lu     |       |
| Wang Daotie            | Wang Ying-hui   |       |
| Wang Luoyong           | An Wen-bin      |       |
| Kara Hui               | Hermana Ling    |       |
| Simon Yam              | Hua Ge          |       |
| Gao Yalin              | Cheng Zhi-qiang |       |
| Gregory Charles Rivers |                 |       |
| Kwok Keung Cheung      |                 |       |

### Hello Beijing
| Actor        | Personaje      | Notas                                   |
| ------------ | -------------- | --------------------------------------- |
| Ge You       | Zhang Bei-jing |                                         |
| Gong Bei-bi  | Yuan Rong      |                                         |
| Wang Dong    |                | Es el joven niño de Sichuan.            |
| Ma Shu-liang |                | Es el director de la compañía de taxis. |

### The Guiding Light
| Actor              | Personaje     | Notas                   |
| ------------------ | ------------- | ----------------------- |
| Liu Hao-ran        | Wodele        |                         |
| Arthur Chen        | Azhabu        |                         |
| Tian Zhuang-zhuang | Lao Li        |                         |
| Jiang Shan         | Mrs. Lao      | Es la esposa de Lao Li. |
| Jing Hai-peng      | Jing Hai-peng | Es un astronauta.       |
| Chen Dong          | Chen Dong     | Es un astronauta.       |

### One for All
| Actor                 | Personaje                                      | Notas                                |
| --------------------- | ---------------------------------------------- | ------------------------------------ |
| Song Jia Zhang Zifeng | Lü Xiao-ran (de adulta) Lü Xia-oran (de joven) | Es una piloto de aviones de combate. |
| Tong Liya             | Yi Dan                                         |                                      |
| Elvis Han             |                                                | Es uno de los principales soldados.  |
| Lei Jiayin            |                                                | Es el novio de Lü Xiao-ran.          |
| Wang Yan-hui          |                                                | Es el padre de Lü Xiao-ran.          |
| Tao Hong              |                                                | Es la madre de Lü Xiao-ran.          |
| Guo Jingfei           |                                                | Es el maestro de secundaria.         |
| Yuan Wenkang          |                                                | Es un comandante de la armada.       |

### Otros personajes
| Actor                 | Personaje       | Notas          |
| --------------------- | --------------- | -------------- |
| Cheng Yu-sen          | Zhang Xiao-jing |                |
| Jia Chen-fei (贾晨飞) |                 | Es un soldado. |
| Tao Xianfeng          |                 |                |
| Natasha Dratinskaia   | Maureen Earls   |                |

## Música
El OST de la película está conformado por las canciones: 
| No. | Intérpretes                                               | Canción                                | Compositor    | Escritor | Notas               |
| --- | --------------------------------------------------------- | -------------------------------------- | ------------- | -------- | ------------------- |
| 1   | Faye Wong                                                 | "My People, My Country" (我和我的祖国) | Qin Yongcheng | Zhang Li | (canción de inicio) |
| 2   | Zhou Dongyu, Liu Haoran, Oho Ou, Arthur Chen y Zhu Yilong | "My Motherland and I"                  | -             | -        |                     |

## Premios y nominaciones
| Año  | Categoría             | Premio                     | Nominado              | Resultado |
| ---- | --------------------- | -------------------------- | --------------------- | --------- |
| 2020 | Best Actor            | 35th Hundred Flowers Award | Zhang Yi              | pendiente |
| 2020 | Best Actress          | 35th Hundred Flowers Award | Kara Hui              | pendiente |
| 2020 | Best Supporting Actor | 35th Hundred Flowers Award | Wang Luoyong          | pendiente |
| 2020 | Best Newcomer         | 35th Hundred Flowers Award | Han Haolin            | pendiente |
| 2020 | Best Picture          | 35th Hundred Flowers Award | My People, My Country | pendiente |

## Producción
La película también es conocida como "My Motherland and I", "Me and My Motherland" y en español es "Mi Gente, Mi País".
Fue dirigida por Guan Hu (encargado de dirigir el segmento "The Eve"), Zhang Yibai (director de "Passing by"), Xu Zheng (director de "The Champion"), Xue Xiaolu (director de "Going Home"), Ning Hao (director de "Hello Beijing"), Chen Kaige (director de "The Guiding Light") y Wen Muye (director de "One for All"). Mientras que la producción estuvo a cargo de Huang Jianxin.
Contó con el apoyo de las compañías de producción "Huaxia Film Distribution", "Polybona Films" y "Alibaba Pictures". Y es distribuida por Huaxia Film Distribution y China Film Group.
El 20 de marzo del 2019, los productores anunciaron que la película estaba programada para estrenarse el 1 de octubre del mismo año durante el Día Nacional. Sin embargo el 6 de septiembre del mismo año se anunció que la fecha de estreno había sido corrida para el 30 de septiembre del 2019 para conmemorar el establecimiento del 70 aniversario de la República Popular de China.

### Recepción
Douban, un importante sitio de calificación de medios chinos, le dio al drama una calificación de 8.1 de 10.

### Taquilla
La película recaudó unos 369 millones de yuanes (51,62 millones de dólares estadounidenses) en su segundo día de proyección. En tres días ya había logrado recaudar mil millones de yuanes en tres días.
En su primer fin de semana la película ya había logrado más de 2 mil millones de yuanes.

### Estreno internacional
La película fue distribuida por China Media Capital, un importante distribuidor internacional de cine y televisión chinos, en los Estados Unidos, Canadá, Australia y Nueva Zelanda. 
| País           | Título                | Fecha de Estreno         |
| -------------- | --------------------- | ------------------------ |
| Estados Unidos | My People, My Country | 30 de septiembre de 2019 |